# Rhaconotus giganteus
Rhaconotus giganteus är en stekelart som beskrevs av Granger 1949. Rhaconotus giganteus ingår i släktet Rhaconotus och familjen bracksteklar. Inga underarter finns listade i Catalogue of Life.